# Chagasova bolezen
Chagasova bolezen,  Chagas-Cruzeva bolezen, Cruzeva tripanosomoza ali južnoameriška tripanosomoza je tropska parazitska bolezen, ki jo povzroča pražival Trypanosoma cruzi. Prenašajo jo največkrat roparske stenice iz poddružine Triatominae, ki so specializirane za prehranjevanje s krvjo. Simptomi se spreminjajo tekom bolezni. V zgodnjem stadiju simptomi pogosto niso vidni ali pa so zelo blagi in lahko vključujejo vročico, otečene bezgavke, glavobol ali oteklino na mestu pika žuželke. Po preteku 8 do 12 tednov okužena oseba preide v kronično fazo bolezni in v 60–70 % nikoli ne razvije novih simptomov. Pri ostalih 30 do 40 % okuženih se po 10 do 30 letih po okužbi pojavijo nadaljnji simptomi, ki vključujejo povečanje srčnih prekatov, kar v  20 to 30 % privede do  srčnega zastoja. Pri okoli 10 % bolnikov se pojavi tudi razširjen požiralnik (megaezofagus) ali razširjeno debelo črevo (megakolon).
Bolezen je leta 1909 prvič opisal Carlos Chagas in po njem je dobila ime. Prizadene več kot 150 drugih živali.

## Potek bolezni
Začetno akutno obdobje je lahko asimptomatsko ali pa se pojavi neznačilno vročinsko stanje. Akutni fazi sledi latentno obdobje, ki lahko traja več desetletij ali vse življenje. Pri 10 do 30 % bolnikov latentna faza napreduje v kronično fazo z zapleti na srcu in prebavilih. Tudi v akutni fazi simptomi nastopijo in kasneje izzvenijo, okužba vztraja in preide v latentno oziroma pri določenih bolnikih nato še v kronično fazo. V 10 % primerov bolezen preide iz akutne neposredno v kronično fazo, brez vmesne asimptomske latentnega obdobja.

## Simptomi in znaki

### Akutna faza
V akutni fazi se lahko pojavi rdeč vozliček na mestu ugriza, visoka temperatura, povečane bezgavke in edem (oteklina) obraza, glavobol, bolečine v mišicah, povečanje vranice in jeter. Lahko da se simptomi sploh ne pojavijo ali pa ostane bolezen neprepoznana zaradi neznačilnih znakov in simptomov. Pri bolnikih, pri katerih povzročitelj ne vstopi preko kože, temveč preko očesne veznice (30 do 50 % primerov), lahko nastane oteklina veke in tkiva okrog očesa ter z vnetjem veznice. Pri 90 % bolnikov, ki v akutni fazi razvijejo simptome, le-ti spontano izzvenijo v treh do osmih tednih. V redkih primerih, zlasti pri otrocih, lahko pride do življenjsko ogrožajočega miokarditisa, ki se kaže s tahikardijo in spremembami v EKG-ju.  Lahko se razvije tudi meningoencefalitis, ki je pogostejši pri prirojenih okužbah in pri imunsko oslabljenih bolnikih.

### Latentna faza
V latentnem obdobju, ki sledi akutni fazi, bolniki nimajo simptomov in nikakršnih težav.

### Kronična faza
V kronični fazi pride bolezen prizadene živčevje, prebavila in srce. Pri okoli dveh tretjinah bolnikov, pri katerih bolezen napreduje v kronično obliko, pride do poškodbe srca, vključno z dilatativno kardiomiopatijo (bolezen srčne mišice s povečanimi srčnimi votlinami), ki povzroča življenjsko ogrožajoče motnje srčnega ritma. Pri okoli tretjini bolnikov so prizadeta prebavila (megakolon – razširjeno debelo črevo in megaezofagus – razširjen požiralnik) s pridruženo izgubo telesne teže. Med prvimi simptomi prizadetosti prebavil se pojavljajo težave pri požiranju, ki lahko vodijo v nedohranjenost. 20 do 50 % bolnikov s prizadetimi prebavili ima tudi spremembe na srcu.
Do 10 % bolnikov s kronično obliko Chagasove bolezni nevritis (vnetje živcev), ki povzroča spremembe v kitnih refleksih in motnje zaznavanja v čutilih. V nekaterih primerih je prizadeto tudi osrednje živčevje in pri teh bolnikih se lahko pojavijo demenca, zmedenost, kronična encefalopatija ter čutilne in gibalne motnje.
Simptomi in klinični znaki so posledica odmiranja celic v prizadetem tkivu, kar sproži vnetni odgovor, celične lezije in fibrozo (razraščanje veziva). Nezdravljena kronična Chagasova bolezen lahko povzroči smrt, zlasti zaradi poškodbe srca.

## Vzrok in diagnoza
T. cruzi  po navadi prenesejo na človeka in druge sesalce krvosesne stenice iz poddružine Triatominae (sodijo med roparske stenice). Te žuželke so znane pod različnimi lokalnimi imeni, kot so  vinchuca v Argentini, Boliviji, Čilu in Paragvaju, barbeiro brivec) v Braziliji, pito v Kolumbiji, chinche v Srednji Ameriki, ter chipo v Venezueli. Bolezen se lahko prenaša tudi s krvnimi transfuzijami, presaditvami organov, okuženo hrano in z matere na njen zarodek. Diagnoza zgodnje bolezni se opravi z mikroskopskim dokazom parazita v krvi, kronična bolezen pa z dokazom protiteles proti T. cruzi v krvi.

## Preprečevanje in zdravljenje
Preprečevanje večinoma vključuje uničevanje roparskih stenic in izogibanje pikom.Nadaljnji preventivni ukrep je testiranje  krvi, ki se uporablja za transfuzije. Cepivo še ni na voljo. Zgodnje okužbe se zdravijo z zdraviloma benznidazol ali nifurtimoks. Ob zgodnji uporabi zdravila pride skoraj vedno do ozdravitve, učinkovitost zdravil pa se zmanjšuje z daljšim trajanjem okužbe pred uvedbo terapije. Pri kronični obliki bolezni lahko zdravljenje z zdravili upočasni ali prepreči napredovanje okužbe do končnega stadija. Benznidazol in nifurtimoks povzročata prehodne neželene učinke pri do 40 % ljudi. Neželeni učinki vključujejo spremembe na koži, toksične učinke na možgane ter draženje prebavil.

## Epidemiologija
Ocenjuje da je s Chagasovo boleznijo okuženih 7 do 8 milijonov ljudi, večinoma v  Mehiki ter Srednji in Južni Ameriki. Bolezen zahteva okoli 12.500 smrtnih žrtev na leto (podatek za leto 2006). Večina okuženih je revna in večina se jih okužbe sploh ne zaveda. Zaradi selitev se bolezen pojavlja tudi v predelih, kjer je prej ni bilo,  na primer v številnih evropskih državah in Združenih državah Amerike. V teh območjih beležijo porast primerov.